# John Kongos
John Theodore Kongos (6 de agosto de 1945 en Johannesburgo, Sudáfrica) es un músico y compositor africano. Es reconocido por su exitoso sencillo de 1971 "He's Gonna Step on You Again". También destaca de su discografía el sencillo "Tokoloshe Man". Su segundo álbum, titulado Kongos, ingresó en el UK Albums Chart, aunque los sencillos posteriores, "Great White Lady" (1972), "Ride the Lightning" (1975) y "Higher than God's Hat" (1975), no lograron ingresar en las listas de éxitos. Kongos está casado con Shelley, con la que tiene cuatro hijos; Johnny, Jesse, Dylan y Daniel.

## Discografía

### Estudio
- Confusions About a Goldfish (1969)
- Kongos (1971)